# Prénouvellon
Prénouvellon era un comune francese di 223 abitanti situato nel dipartimento del Loir-et-Cher nella regione del Centro-Valle della Loira.
Dal 1º gennaio 2016 fa parte del nuovo comune di Beauce la Romaine, assieme ai vecchi comuni di La Colombe, Membrolles, Ouzouer-le-Marché, Semerville, Tripleville e Verdes.

## Società

### Evoluzione demografica
Abitanti censiti